# Kafrovec
Kafrovec (znanstveno ime Cinnamomum camphora) je vednozeleno drevo, ki je samoniklo na Japonskem, Kitajskem in v Koreji.

## Opis
Kafrovec je drevo, ki zraste do 15 metrov v višino. Listi drevesa so usnjati, po zgornji strani svetlo zeleni in 
jajčasti s koničastim vrhom. Na veje so nameščeni premenjalno, imajo pa tri izrazite listne žile. Mladi lističi so rdečkaste barve. 
Cvetovi so združeni v pakobule in poženejo v zalistju. Barva drobnih cvetov je bela do rumeno bela. Iz oplojenih cvetov se razvijejo plodovi v obliki drobnih jagod premera do 10 mm, ki ob dozoritvi postanejo rdeče vijolične barve.

## Razširjenost in uporabnost
Kafrovec uspeva v tropskem in subtropskem podnebju, razmnožuje pa se s semeni ali potaknjenci. V vseh delih drevesa so eterična olja, ki imajo značilen vonj. V koreninah se ta olja kopičijo v posebnih votlinicah. Drevo že od nekdaj gojijo prav zaradi teh olj, ki so jih v preteklosti pridobivali iz posekanih dreves, danes pa jih pridobivajo iz vseh delov rastline. 
Olja, pridobljena iz kafrovca so se nato uporabljala v industriji celuloida, brezdimnega smodnika ter kot sredstva za odganjanje parazitov in kot insekticid. Poleg tega je bil kafrovec v preteklosti pomemben v kulinariki. Eterična olja so uporabljali pri izdelavi slaščic. Tako so na Kitajskem v času dinastije Tang (618 - 907) s kafrovcem dodajali okus nekakšnemu sladoledu. V stari andaluzijski kuharici iz 13. stoletja pa so našli tudi recept za meso z jabolki, začinjeno s kafro in muškatom . Iz 13. stoletja izvira tudi recept za dateljne z medom, začinjene s kafro. Kafra je kot začimba v Evropi izgubila pomen do renesanse. Poleg tega se je kafrovec pogosto uporabljal tudi v ljudskem zdravilstvu.
Danes ima kafrovec poseben pomen le še v kulinariki Indije, kjer je poznan pod imenom Pachha Karpooram (dobesedni pomen zelena kafra ali surova kafra po tamilsko). 
V hindujskem obredu puja kafro žgejo v posebnih obrednih žlicah pri izvajanju aartija. 
Vejice in liste kafrovca uporabljajo tudi v sečuanski kuhinji za prekajevanje in pripravo race po zhangchajsko.

## Invazivna vrsta
Kafrovec so v Avstralijo prinesli leta 1822 kot okrasno drevo za parke in vrtove. V primernem podnebju se je drevo nenadzorovano razširilo in je v Queenslandu in osrednjem ter severnem delu New South Walesa postalo invazivna vrsta, ki ogroža naravni ekosistem. Kafrovčev velik koreninski sistem namreč v omenjenih področjih uničuje rečne bregove ter komunalno infrastrukturo. Olja iz odmrlega listja tudi onemogočajo reprodukcijo drugih drevesnih vrst, hitro širjenje semen pa prav tako ogroža druge drevesne vrste v Avstraliji. S plodovi se namreč hranijo ptice, ki s svojimi iztrebki hitro širijo semena kafrovca. Kafrovec je tako ponekod že ogrozil populacijo evkaliptusa, ki je glavni vir prehrane za ogrožene koale v vzhodnih delih Avstralije.